# Języki pamirskie
Języki pamirskie – gałąź języków południowo-wschodnioirańskich z ubogim piśmiennictwem, używanych na terenie północno-wschodniego Afganistanu i przyległych terytoriów Tadżykistanu, Pakistanu i Chin. Posługują się nimi Ismailici zamieszkujący Pamir i Badachszan. Nazwy języków utworzone są od nazw osiedli lub dolin, najczęściej nie w ich brzmieniu oryginalnym, ale w wersji tadżyckiej (tadżycki pełni rolę lingua franca na tym terenie, jest używany w szkołach i administracji).

## Podział
- Języki szugni-jazgulami
  - Język sarikoli
  - Język szugnański
  - Język jazgulamski
- Języki yidgha-mundżi
  - Język mundżański
  - Język yidgański
- Język iszkaszmi (sangliczi-iszkaszmi)
- Język wachański

Według niektórych językoznawców dialekty języka szugnańskiego takie jak np. chufi czy bartangi stanowią odrębne języki, dlatego używana jest też nazwa grupy języków szugnańsko-roszańskich, obejmująca:
- Język szugnański
- Język roszański
- Język chufi
- Język bartangi
- Język oroszori